# حوضه اقیانوسی

شکل مقطع عرضی یک حوضه اقیانوسی که نشان‌دهنده عوارض گوناگون جغرافیایی است.

حوضه اقیانوسی (انگلیسی: Oceanic basin) در دانش آب‌شناسی به بخشی از زمین گفته می‌شود که با آب دریا پوشیده شده ولی در زمین‌شناسی به حوضه‌های زمین‌شناسی بزرگی گفته می‌شود که در زیر سطح آب‌های آزاد قرار دارد. از نظر زمین‌شناسی پدیده‌های ژئومورفولوژیکی دیگری مانند فلات قاره، درازگودال‌های اقیانوسی و رشته‌کوه‌های زیردریایی (مانند پشته میانی اقیانوس اطلس) نیز وجود دارند که بخشی از حوضه اقیانوسی به‌شمار نمی‌روند، در حالی‌که از نظر آب‌شناسی حوضه‌های اقیانوسی طرفین فلات‌های قاره‌ای و دریاهای کم‌عمق برقاره‌ای را در بر می‌گیرند.